# Capó reial
El capó reial o ibis negre a les Balears (Plegadis falcinellus), conegut al País Valencià amb els noms de picaport, siglot, corpetassa o torrellat, (també denominat rovellat pels caçadors de la marjal d'Almenara) és una especie d'ibis, una subfamília d'aus limícoles inclosa dins la família dels tresquiornítids (Threskiornithidae).

## Descripció
Es tracta d'un ocell de 55-65 centímetres de llarg i una envergadura de 88 a 105 centímetres, amb el coll i les potes llargues.
El seu plomatge és fosc, entre marronós i porpra, amb reflexos d'una tonalitat verdosa a les ales. Varia entre l'hivern, l'estiu i el període nupcial.
El bec és característicament llarg i recorbat.
El seu hàbitat natural són les zones humides i càlides, principalment litorals. Nidifica en els arbres o els canyissars, formant colònies o al costat d'agrons, becplaners i corbs marins.
La femella pon tres o quatre ous, de color blau gris, en una posta anual. La incubació dura de tres a quatre setmanes.
S'alimenta principalment de peixos i granotes, tot i que la seva dieta pot incloure insectes i crustacis.

## Distribució
El capó reial és l'ibis més estès sobre la superfície terrestre, que es troba de manera esparsa a les regions càlides d'Àfrica, Europa, Àsia, Austràlia i les costes atlàntiques i caribenyes d'Amèrica. Hom considera que és originari del vell continent i que no fou fins al segle xix que migrà fins a les costes septentrionals de Sud-amèrica, i d'allà fins a les costes de Carolina del Nord.
A Catalunya, es considerava el 2010 com a nidificant recent al delta de l'Ebre i com a espècie en estat de conservació vulnerable, amb una població de 23 parelles, però ha augmentat espectacularment en els darrers 15 anys, i el 2015 ha passat de 200 a més de 2.000 exemplars, cosa en part afavorida pel fet que és una au que ha incorporat el cargol poma tacat, molt freqüent al delta, a la seva dieta.
Se n'ha observat freqüentment als aiguamolls de l'Empordà i al delta del Llobregat, i més puntualment al Baix Ter, a l'estany de Sils, a la desembocadura de la Tordera, a la Torre d'en Dolça (Vila-seca) i fins i tot a Bellcaire d'Urgell.

## Taxonomia
Tradicionalment, el capó reial, juntament amb la resta d'ibis i becplaners que formen la família dels Threskiornithidae, ha estat inclòs dins l'ordre dels ciconiiformes, i que enclou ocells de llargs becs i potes. Això no obstant, diversos estudis genètics apunten que aquesta família pertany a l'ordre dels pelecaniformes. Per raó d'aquestes investigacions, el Congrés Internacional d'Ornitologia ha inclòs la família del capó reial dins l'ordre dels pelecaniformes.